# Disegnatori delle monete euro
Questa tabella elenca i disegnatori della faccia nazionale della monete euro, divisi per moneta e Stato. Il disegnatore della faccia comune è l'incisore e medaglista belga Luc Luycx.

## Stati dell'Unione Europea
| Stato       | Anni      | 1 cent.                  | 2 cent.                  | 5 cent.                   | 10 cent.                 | 20 cent.                 | 50 cent.                 | 1 euro                   | 2 euro                   |
| ----------- | --------- | ------------------------ | ------------------------ | ------------------------- | ------------------------ | ------------------------ | ------------------------ | ------------------------ | ------------------------ |
| Austria     | 2002-oggi | Josef Kaiser             | Josef Kaiser             | Josef Kaiser              | Josef Kaiser             | Josef Kaiser             | Josef Kaiser             | Josef Kaiser             | Josef Kaiser             |
| Belgio      | 1999-2013 | Jan Alfons Keustermans   | Jan Alfons Keustermans   | Jan Alfons Keustermans    | Jan Alfons Keustermans   | Jan Alfons Keustermans   | Jan Alfons Keustermans   | Jan Alfons Keustermans   | Jan Alfons Keustermans   |
| Belgio      | 2014-oggi | Luc Luycx                | Luc Luycx                | Luc Luycx                 | Luc Luycx                | Luc Luycx                | Luc Luycx                | Luc Luycx                | Luc Luycx                |
| Cipro       | 2008-oggi | Erik Maell               | Erik Maell               | Erik Maell                | Erik Maell               | Erik Maell               | Erik Maell               | Erik Maell               | Erik Maell               |
| Cipro       | 2008-oggi | Tatiana Soteropoulos     |                          |                           |                          |                          |                          |                          |                          |
| Croazia     | 2022      | Maja Škripelj            | Maja Škripelj            | Maja Škripelj             | Ivan Domagoj Račić       | Ivan Domagoj Račić       | Ivan Domagoj Račić       | Jagor Šunde              | Ivan Šivak               |
| Croazia     | 2022      | Maja Škripelj            | Maja Škripelj            | Maja Škripelj             | Ivan Domagoj Račić       | Ivan Domagoj Račić       | Ivan Domagoj Račić       | David Čemeljić           | Ivan Šivak               |
| Croazia     | 2022      | Maja Škripelj            | Maja Škripelj            | Maja Škripelj             | Ivan Domagoj Račić       | Ivan Domagoj Račić       | Ivan Domagoj Račić       | Fran Zekan               | Ivan Šivak               |
| Estonia     | 2011-oggi | Lembit Lõhmus            | Lembit Lõhmus            | Lembit Lõhmus             | Lembit Lõhmus            | Lembit Lõhmus            | Lembit Lõhmus            | Lembit Lõhmus            | Lembit Lõhmus            |
| Finlandia   | 1999-oggi | Heikki Häiväoja          | Heikki Häiväoja          | Heikki Häiväoja           | Heikki Häiväoja          | Heikki Häiväoja          | Heikki Häiväoja          | Pertti Mäkinen           | Raimo Heino              |
| Francia     | 1999-oggi | Fabienne Courtiade       | Fabienne Courtiade       | Fabienne Courtiade        | Laurent Jorio            | Laurent Jorio            | Laurent Jorio            | Joaquin Jimenez          | Joaquin Jimenez          |
| Germania    | 2002-oggi | Rolf Lederbogen          | Rolf Lederbogen          | Rolf Lederbogen           | Reinhard Heinsdorff      | Reinhard Heinsdorff      | Reinhard Heinsdorff      | Heinz Hoyer              | Heinz Hoyer              |
| Germania    | 2002-oggi | Rolf Lederbogen          | Rolf Lederbogen          | Rolf Lederbogen           | Reinhard Heinsdorff      | Reinhard Heinsdorff      | Reinhard Heinsdorff      | Sneschana Russewa-Hoyer  |                          |
| Grecia      | 2002-oggi | Georgios Stamatopoulos   | Georgios Stamatopoulos   | Georgios Stamatopoulos    | Georgios Stamatopoulos   | Georgios Stamatopoulos   | Georgios Stamatopoulos   | Georgios Stamatopoulos   | Georgios Stamatopoulos   |
| Irlanda     | 2002-oggi | Jarlath Hayes            | Jarlath Hayes            | Jarlath Hayes             | Jarlath Hayes            | Jarlath Hayes            | Jarlath Hayes            | Jarlath Hayes            | Jarlath Hayes            |
| Italia      | 2002-oggi | Eugenio Driutti          | Luciana De Simoni        | Ettore Lorenzo Frapiccini | Claudia Momoni           | Maria Angela Cassol      | Roberto Mauri            | Laura Cretara            | Maria Carmela Colaneri   |
| Lettonia    | 2014-oggi | Laimonis Šēnbergs        | Laimonis Šēnbergs        | Laimonis Šēnbergs         | Laimonis Šēnbergs        | Laimonis Šēnbergs        | Laimonis Šēnbergs        | Laimonis Šēnbergs        | Laimonis Šēnbergs        |
| Lituania    | 2015-oggi | Antanas Žukauskas        | Antanas Žukauskas        | Antanas Žukauskas         | Antanas Žukauskas        | Antanas Žukauskas        | Antanas Žukauskas        | Antanas Žukauskas        | Antanas Žukauskas        |
| Lussemburgo | 2002-oggi | Yvette Gastauer-Claire   | Yvette Gastauer-Claire   | Yvette Gastauer-Claire    | Yvette Gastauer-Claire   | Yvette Gastauer-Claire   | Yvette Gastauer-Claire   | Yvette Gastauer-Claire   | Yvette Gastauer-Claire   |
| Malta       | 2008-oggi | Noel Galea Bason         | Noel Galea Bason         | Noel Galea Bason          | Noel Galea Bason         | Noel Galea Bason         | Noel Galea Bason         | Noel Galea Bason         | Noel Galea Bason         |
| Paesi Bassi | 1999-2013 | Bruno Ninaber van Eyben  | Bruno Ninaber van Eyben  | Bruno Ninaber van Eyben   | Bruno Ninaber van Eyben  | Bruno Ninaber van Eyben  | Bruno Ninaber van Eyben  | Bruno Ninaber van Eyben  | Bruno Ninaber van Eyben  |
| Paesi Bassi | 2014-oggi | Erwin Olaf               | Erwin Olaf               | Erwin Olaf                | Erwin Olaf               | Erwin Olaf               | Erwin Olaf               | Erwin Olaf               | Erwin Olaf               |
| Portogallo  | 2002-oggi | Victor Manuel dos Santos | Victor Manuel dos Santos | Victor Manuel dos Santos  | Victor Manuel dos Santos | Victor Manuel dos Santos | Victor Manuel dos Santos | Victor Manuel dos Santos | Victor Manuel dos Santos |
| Slovacchia  | 2009-oggi | Drahomír Zobek           | Drahomír Zobek           | Drahomír Zobek            | Ján Cernaj               | Ján Cernaj               | Ján Cernaj               | Ivan Řehák               | Ivan Řehák               |
| Slovacchia  | 2009-oggi | Drahomír Zobek           | Drahomír Zobek           | Drahomír Zobek            | Pavol Károly             |                          |                          | Ivan Řehák               | Ivan Řehák               |
| Slovenia    | 2007-oggi | Milijeco Licul           | Milijeco Licul           | Milijeco Licul            | Milijeco Licul           | Milijeco Licul           | Milijeco Licul           | Milijeco Licul           | Milijeco Licul           |
| Slovenia    | 2007-oggi | Maja Licul               |                          |                           |                          |                          |                          |                          |                          |
| Slovenia    | 2007-oggi | Janez Boljka             |                          |                           |                          |                          |                          |                          |                          |
| Spagna      | 1999-2014 | Garcilaso Rollán         | Garcilaso Rollán         | Garcilaso Rollán          | Begoña Castellanos       | Begoña Castellanos       | Begoña Castellanos       | Luis José Díaz           | Luis José Díaz           |
| Spagna      | 2015-oggi | Garcilaso Rollán         | Garcilaso Rollán         | Garcilaso Rollán          | Begoña Castellanos       | Begoña Castellanos       | Begoña Castellanos       | Luis José Díaz           | Luis José Díaz           |

## Stati non dell'Unione Europea
| Stato              | Anni        | 1 cent.                   | 2 cent.                   | 5 cent.                   | 10 cent.               | 20 cent.            | 50 cent.                  | 1 euro                    | 2 euro                 |
| ------------------ | ----------- | ------------------------- | ------------------------- | ------------------------- | ---------------------- | ------------------- | ------------------------- | ------------------------- | ---------------------- |
| Andorra            | 2014-oggi   | Ruben da Silva            | Ruben da Silva            | Ruben da Silva            | Moles Disseny          | Moles Disseny       | Moles Disseny             | Jordi Puy                 | Jordi Puy              |
| Città del Vaticano | 2002-2005   | Guido Veroi               | Guido Veroi               | Guido Veroi               | Guido Veroi            | Guido Veroi         | Guido Veroi               | Guido Veroi               | Guido Veroi            |
| Città del Vaticano | 2002-2005   | Uliana Pernazza           |                           |                           |                        |                     |                           |                           |                        |
| Città del Vaticano | 2005 (S.V.) | Daniela Longo             | Daniela Longo             | Daniela Longo             | Daniela Longo          | Daniela Longo       | Daniela Longo             | Daniela Longo             | Daniela Longo          |
| Città del Vaticano | 2005 (S.V.) | Maria Angela Cassol       | Luciana De Simoni         | Ettore Lorenzo Frapiccini | Maria Carmela Colaneri | Maria Angela Cassol | Luciana De Simoni         | Ettore Lorenzo Frapiccini | Maria Carmela Colaneri |
| Città del Vaticano | 2006-2013   | Daniela Longo             | Daniela Longo             | Daniela Longo             | Daniela Longo          | Daniela Longo       | Daniela Longo             | Daniela Longo             | Daniela Longo          |
| Città del Vaticano | 2006-2013   | Luciana De Simoni         | Luciana De Simoni         | Ettore Lorenzo Frapiccini | Maria Carmela Colaneri | Maria Angela Cassol | Maria Angela Cassol       | Ettore Lorenzo Frapiccini | Maria Carmela Colaneri |
| Città del Vaticano | 2014-2016   | Gabriella Tirotto         | Gabriella Tirotto         | Gabriella Tirotto         | Orietta Orsi           | Orietta Orsi        | Orietta Orsi              | Patrizio Daniele          | Patrizio Daniele       |
| Città del Vaticano | 2014-2016   | Ettore Lorenzo Frapiccini | Ettore Lorenzo Frapiccini | Ettore Lorenzo Frapiccini | Luciana De Simoni      | Luciana De Simoni   | Luciana De Simoni         | Maria Carmela Colaneri    | Maria Carmela Colaneri |
| Città del Vaticano | 2017-oggi   | Daniela Longo             | Daniela Longo             | Daniela Longo             | Daniela Longo          | Daniela Longo       | Daniela Longo             | Daniela Longo             | Daniela Longo          |
| Città del Vaticano | 2017-oggi   | Uliana Pernazza           | Maria Angela Cassol       | Luciana De Simoni         | Maria Grazia Urbani    | Silvia Petrassi     | Ettore Lorenzo Frapiccini | Maria Carmela Colaneri    | Claudia Momoni         |
| Monaco             | 2001-2005   | Nicolas Cozon             | Nicolas Cozon             | Nicolas Cozon             | Nicolas Cozon          | Nicolas Cozon       | Nicolas Cozon             | Nicolas Cozon             | Nicolas Cozon          |
| Monaco             | 2001-2005   | Robert Cochet             | Robert Cochet             | Robert Cochet             | Bernard Baron          | Bernard Baron       | Bernard Baron             | Henri Thiébaud            | Pierre Javaudin        |
| Monaco             | 2006-oggi   | Nicolas Cozon             | Nicolas Cozon             | Nicolas Cozon             | Nicolas Cozon          | Nicolas Cozon       | Nicolas Cozon             | Sabrina Luoni             | Sabrina Luoni          |
| Monaco             | 2006-oggi   | Robert Cochet             | Robert Cochet             | Robert Cochet             | /                      | /                   | /                         | /                         | /                      |
| San Marino         | 2002-2016   | František Chochola        | František Chochola        | František Chochola        | František Chochola     | František Chochola  | František Chochola        | František Chochola        | František Chochola     |
| San Marino         | 2002-2016   | Ettore Lorenzo Frapiccini |                           |                           |                        |                     |                           |                           |                        |
| San Marino         | 2017-oggi   | Arno Ludwig               | Arno Ludwig               | Arno Ludwig               | Arno Ludwig            | Arno Ludwig         | Arno Ludwig               | Arno Ludwig               | Arno Ludwig            |